# روزا من ليما
القديسة سانت روز من ليما (بالإسبانية: Rosa de Lima) هي إيزابيل فلوريس دى اوليفا من ليما، البيرو، امريكا اللاتينية والفلبين، كانت عضو في وسام القديس دومينيك الثالث في ليما، عرفت بعطفها واهتمامها بالفقراء والمرضى، كما اشتهرت حياتها بالزهد الشديد، طوبها البابا كليمنت التاسع عام 1667، وفي عام 1671 اعلنت قداستها.

## نشأتها
ولدت إيزابيل فلوريس في ليما، البيرو في 20/4/1586 وهي واحدة من11طفل على الاقل ( 13وفقا لرئيس اساقفة ليما ) من أبناء جسبار فلوريس وكان والدها سائق هاركوبيوس في الجيش الأسبانى الإمبراطورى، اما والدتها فهى ماريا دى أوليفا إى هيريرا من سكان الكريولا من ليما.
أصبحت إيزابيل معروفة للعائلة والأصدقاء باسم روزا وذلك بسبب قول والدتها أنها رأت وردة تتفتح على وجهها وهي رضيع نائمة.

## حياتها
سرعان ما أصبح من الواضح أن روز لم تكن طفلة عادية وفقا للكاهن الكاثوليكى الإنجليزى الشهير وكاتب حياة القديسين ألبان بتلر (1710_1773) منذ صغرها كان صبرها على المعاناة وحب الخضوع إلى الموت أمرا استثنائيا، بدأت وهي طفلة بالصوم ثلاثة أيام في الاسبوع وأداء التكفير الشديد في الخفاء.
عندما تطورت إلى امرأة شابة أصبحت روز تشعر بقلق متزايد بسبب مظهرها الجسدى والأهتمام الذي تلقته من الخاطبين المحتملين الذكور فقامت بقطع شعرها وفركت وجهها بالفلفل من اجل تقليل جاذبيتها، رفضت جميع الخاطبين على الرغم من توبيخ والديها فقد أمضت ساعات طويلة في التفكير في القربان المقدس الذي كانت تتلقاه يوميا وهي ممارسة نادرة للغاية في تلك الفترة، كانت مصممة على اتخاذ نذر من العذرية الذي كان يعارض من قبل والديها الذي تمنى لها الزواج، واخيرا وبدافع الإحباط منحها والدها غرفة لنفسها في منزل العائلة.
كرست روز حياتها لله، وركزت بالكامل على دراساتها الدينية والتأمل في السر والصلاة.
في الوقت نفسه بذلت جهودا كثيرة لدعم اسرتها فقامت بأداء واجباتها المنزلية وبيع الزهور التي كانت تزرعها بنفسها كما صنعت وباعت الدانتيل والتطريز لرعاية الفقراء وساعدت المرضى والجياع حول مجتمعها واحضرتهم إلى غرفتها لتعتنى بهم، كما امتنعت بشكل دائم عن أكل اللحوم.

## روز والدرجة الثالثة من الدومينيكان
جذبت انتباه الرهبان بالدومينيكان، أرادت أن تصبح راهبة لكن والدها منعها فدخلت بدلا من ذلك رتبة القديس دومينيك الثالثة بينما كانت تعيش في منزل والديها في عامها العشرين،
سمحت لنفسها بالنوم ساعتين فقط في الليلة على الأكثر بحيث كان لديها ساعات أكثر كانت ترتدى تاجا ثقيلا مصنوعا من الفضة مع مسامير صغيرة من الداخل تقليدا لتاج الشوك الذي كان يرتديه المسيح.

## وفاة سانت روز
توفيت روز في 24 أغسطس عام1617 وكانت وقتها تبلغ من العمر 31 عاما تم دفنها في كونفينتو دي سانتو دومينغو، مقاطعة ليما، وأقيمت جنازتها في الكاتدرائية بحضور جميع السلطات العامة في ليما بما في ذلك القادة الدينيون والسياسيون.

## تبجيل
تم تطويب روز من قبل البابا كليمنت التاسع في 10 مايو عام 1667 وتم اعلان قداستها في 12إبريل عام 1671 من قبل البابا كليمنت العاشر، تم بناء ضريح لها إلى جانب ضريح مارتن دى بوريس وجون ماسياس. تم تسمية العديد من الأماكن في العالم الجديد باسم سانت روز ا فهناك حديقة سميت بإسمها في وسط مدينة ساكرا منتو، كاليفورنيا، تم إنشاء كنيسة سانتا روزا التي تقع في بلدة أريما في 20أبريل عام 1786 باسم الإرسالية الهندية لسانتا روزا دى أريما على أسس إرسالية كابوشين التي أنشئت سابقا في عام 1749. يوجد في جزيرة سانت لوسيا الكاريبية مهرجانات للزهور تدعمها مجتمعاتها كل مجتمع لديه شفيع يتم الاحتفال به في يوم عيده، الورود هو عيد القديسة روز ليما في 30 أغسطس. تعرض جمجمة روز التي يعلوها تاج من الورود للجمهور في بازيليكا في ليما، البيرو إلى جانب جمجمة القديس مارتن دى بوريس، وقد كان من المعتاد الاحتفاظ بالجذع في البازيليكا وتمرير الرأس في جميع أنحاء البلاد. وفي نهاية الأسبوع الاخير من شهر أغسطس من كل عام يتم الاحتفال بعيد ميلاد سانتا روزا في ديكسون، نيو مكسيكو، ومهرجان سينت روزا في سيتارد، ليمبورغ، هولندا. تم إنشاء بارونى للقديسة روز ليما في البيت الملكى لرواندا في 25 يوليو عام 2016 من قبل الملك الكاثوليكى الملك كيجيلى الخامس ملك رواندا.